# С огън и меч
Вижте пояснителната страница за други значения на С огън и меч.
„С огън и меч“ (на полски: Ogniem i mieczem) е исторически роман от полския писател Хенрик Сенкевич.
Написан е, според автора, „за да повдигне духа“ на полския народ през злочестия период, последвал провалилото се Януарско въстание от 1863 – 1864 г., избухнало по време на подялбата на Полша. За първи път е публикуван през 1884 г. Това е първата част от трилогия, известна като „Безсмъртен полски епос“. Следващите 2 части на трилогията са романите „Потоп“ (Potop, 1886) и „Пан Володийовски“ (Pan Wołodyjowski, 1888). Романът е филмиран неколкократно, като последната му екранизация е от 1999 г.
Романът „С огън и меч“ ни изпраща в полско-литовското кралство Жечпосполита през XVII век по време на казашкото въстание на Богдан Хмелницки. Спечелил огромна популярност в Полша, в началото на XX век той се нарежда сред най-известните полски книги на всички времена. Творбата е въведена като задължително четиво в полските училища и е преведена на повечето европейски езици.

## Сюжет
Внимание:  Текстът по-долу разкрива сюжета на произведението (или части от него)!
Романът разказва за любовта на Ян Скшетуски, шляхтич и хусарски поручик, и Юрко Богун, прочут казашки полковник, към красивата княгиня Елена Курцевич. Тя е обещана на казака от алчната си леля срещу големи богатства и работата е почти уредена, когато една вечер колата на Елена и леля ѝ се чупи насред пътя към тяхното имение Розлоги. Тогава обаче случайно се появява пан Скшетуски със своите хусари и помагат на двете жени. Любовта между Ян и Елена пламва от пръв поглед и той моли за ръката ѝ. Принуждава леля ѝ да се съгласи и да не я дава на Богун, като използва покровителството на своя военачалник-княз Йереми Вишньовецки, реално съществувала историческа личност.
И така всичко изглежда се нарежда според желанията на влюбените, когато Ян се нагърбва с важна мисия, възложена му от княза. Той трябва да отиде като пратеник в Запорожката Сеч, където казаците се готвят за бунт, а Богдан Хмелницки вече е избран за техен водач. Поручик Скшетуски се познава с Хмелницки, тъй като на връщане от Крим случайно му спасява живота, за което казакът му остава дълбоко признателен. Освен това по пътя преди да срещне своята Елена, Ян се отбива в Чихирин, където в кръчмата се запознава с двама от своите най-предани приятели — грамадния литовец Лонгинус Подбипенда и хитроумния пан Заглоба. Тук той среща и Чаплински, най-големия враг на Хмелницки, с когото се спречква и публично го унижава. Това обаче се оказва твърде полезно в по-нататъшното развитие на сюжета.
И така Скшетуски е вече близо до Сеч, когато положението му се изяснява. Тогава той изпраща верният си слуга Женджан с писма до княгиня Елена и леля ѝ със съвет да тръгнат към Лубни. След това Ян продължава пътя си към Сеч.